# Scanners 3 : Puissance maximum
Série
Scanners 2 : La Nouvelle Génération
(1991) Scanner Cop
(1994)
Pour plus de détails, voir Fiche technique et Distribution.
Scanners 3 : Puissance maximum (Scanners III: The Takeover) est un film de science-fiction canadien réalisé par Christian Duguay, sorti en 1991.

## Synopsis
Helena Monet (Liliana Komorowska) est perturbée par les effets secondaires de son pouvoir de « scanner ».

## Fiche technique
- Titre original : Scanners III: The Takeover
- Titre français : Scanners III : Puissance maximum
- Titre britannique : Scanner Force
- Réalisation : Christian Duguay
- Scénario : B.J. Nelson, Julie Richard, David Preston et René Malo
- Musique : Marty Simon
- Photographie : Hugues de Haeck
- Montage : Yves Langlois
- Production : René Malo
- Société de production : Filmtech, Image Organization, Lance Entertainment et Malofilm
- Pays de production :  Canada
- Langue originale : anglais
- Genres : action, horreur et science-fiction
- Durée : 101 minutes
- Dates de sortie : 
  - Italie : octobre 1991 (MIFED)
  - France : 1992

## Distribution
- Liliana Komorowska : Helena Monet
- Valérie Valois : Joyce Stone
- Steve Parrish : Alex Monet
- Colin Fox : Elton Monet
- Daniel Pilon : Michael
- Peter Wright : Mark Dragon
- Sith Sekae : Monk
- Harry Hill : Dr Baumann
- Claire Cellucci : Suzy
- Michael Copeman : Mitch
- Chip Chuipka : Thomas
- Jean Frenette : Max
- Sylvain Beauchamp : Rufus
- Gaston Perreault : Bennie
- Michel Perron : Charlie

## Distinction
Le film est nommé au Fangoria Chainsaw Award du meilleur film sorti en vidéo.